# Muhammed VII de Granada
Muhammed VII de Granada (1370-1408), fue el decimotercer soberano nazarí de Granada que reinó entre 1392 y 1408. 
Tras la muerte por envenenamiento del sultán Yusuf II, Muhammed VII accedió al trono de forma violenta, despojando del mismo a su hermano Yusuf III, el heredero legítimo. 
Apenas obtenido el poder, firmó la paz con Castilla y con los Benimerines de Marruecos. Pero inmediatamente trató de sacar partido de la minoría de edad de Enrique III de Castilla, lanzando ataques contra las zonas fronterizas de su reino. En particular, fueron duras las campañas dirigidas contra Jaén y contra Murcia. Por parte cristiana, Enrique III emprendió una campaña de castigo que significó la derrota nazarí en la batalla de los Collejares y que concluyó con la toma de Zahara de la Sierra en 1407 por el infante don Fernando. Muhámmed VII, fue asesinado el 13 de mayo de 1408 en la Alhambra, le sucedió su hermano Yusuf III, el mismo al que había despojado de su trono.
| Predecesor: Yusuf II | Sultán de Granada 1392 - 1408 | Sucesor: Yusuf III |